# سیکلوتترادکاهپتاان
سیکلوتترادکاهپتاان (به انگلیسی: Cyclotetradecaheptaene) با فرمول شیمیایی C14H14 یک ترکیب شیمیایی با شناسه پاب‌کم ۱۱۹۸۸۲۷۵ است؛ که جرم مولی آن ۱۸۲٫۲۶۶ گرم بر مول می‌باشد.